# Munin
Munin è un'applicazione per il monitoraggio di sistemi che produce in output una serie di grafici tramite interfaccia web. L'utilizzo di Munin consente di monitorare computer, network, SAN e applicazioni. Cerca di porre l'attenzione su "cosa è cambiato oggi" per verificare quali cambiamenti ci sono stati nell'infrastruttura monitorata analizzando l'andamento storico delle performance.
La produzione di grafici si basa sugli RRDTools ed è scritto in Perl. L'architettura si basa su un nodo master che raccoglie i dati e si incarica della gestione dell'interfaccia web con uno o più agenti (munin-node) inseriti sugli elementi da monitorare.
Mentre il nodo master deve risiedere su un'architettura Unix-like, i nodi agent possono essere installati anche su piattaforme Windows.
I plugin possono essere scritti in diversi linguaggi (Sh, Bash, PHP) e quelli già disponibili sono in grado di monitorare servizi come Apache, Mysql, prestazioni del sistema (CPU, disco, memoria) ecc.
Per ogni aspetto monitorato è possibile inserire degli allarmi a due livelli: warning al superamento della prima soglia e critical al superamento della seconda. Per ognuno di questi allarmi è possibile gestire l'invio automatico di email in cui si riepiloga la situazione dell'allarme che è scattato. Non è consigliabile l'uso come servizio di alerting in quanto non è dotato di sufficiente tempestività ma può essere molto valido nella valutazione delle performance in un periodo di tempo definito come ad esempio le ultime 24 ore.